# عبد الله الحمادي (لاعب كرة قدم مواليد 2002)
عبد الله الحمادي (مواليد 24 أبريل 2002، لاعب كرة قدم إماراتي يجيد اللعب في حراسة المرمى مع نادي الجزيرة الإماراتي.

## مسيرة اللاعب
بدأ مع نادي الجزيرة و أعير إلى نادي يونايتد في عام 2023 لمدة موسم.